# BMX

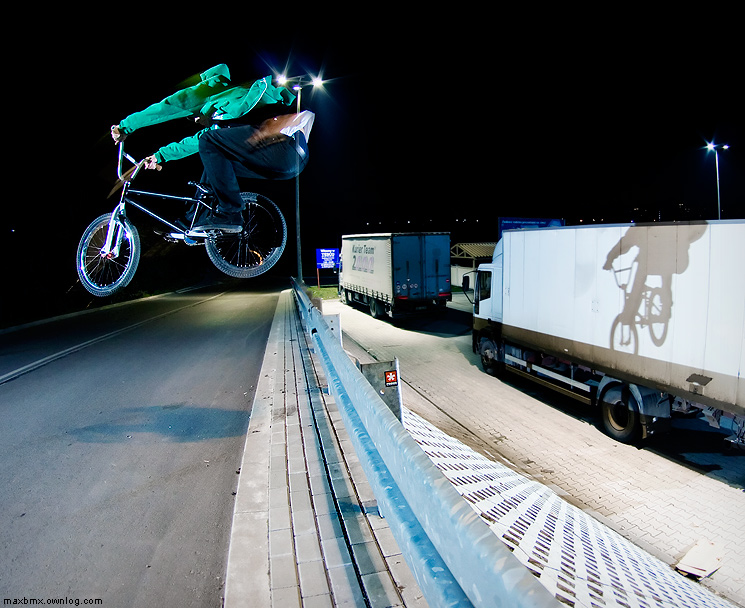
Trik bunnyhop

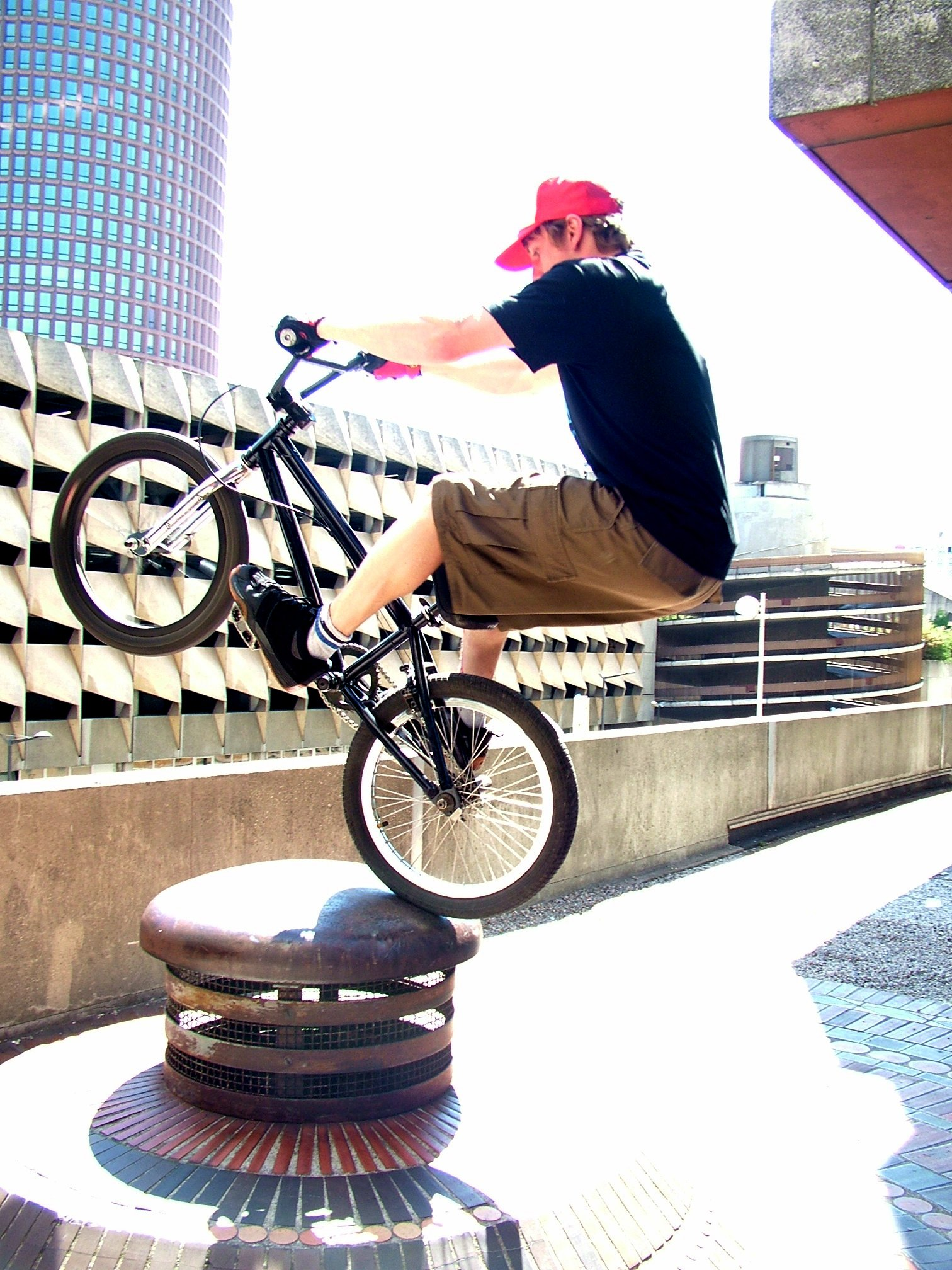
Trik abubaca

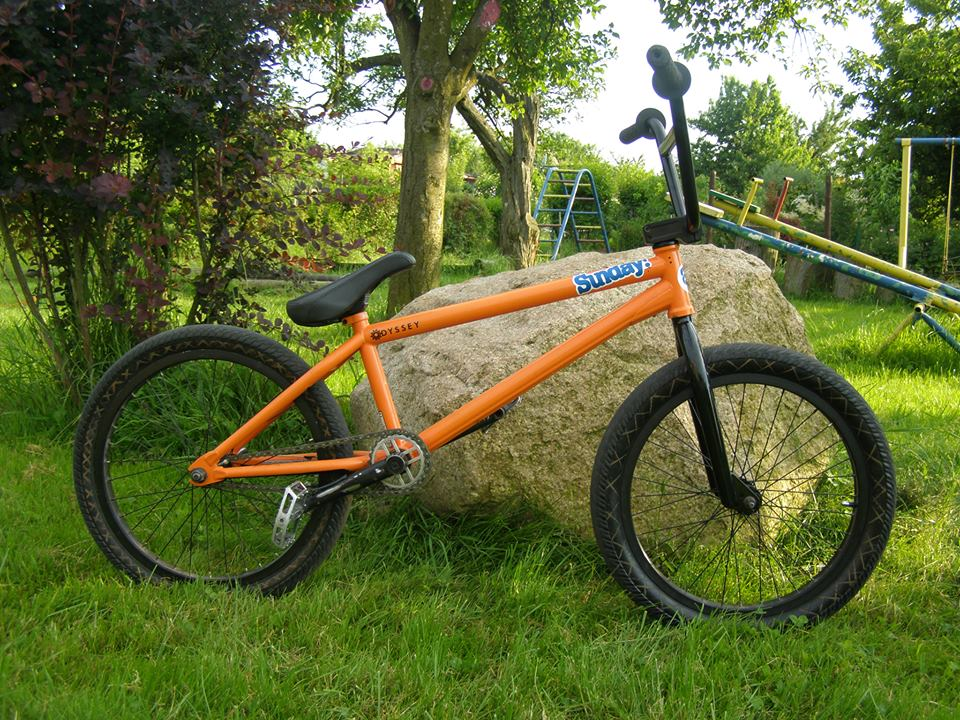
BMX-y często nie posiadają hamulców

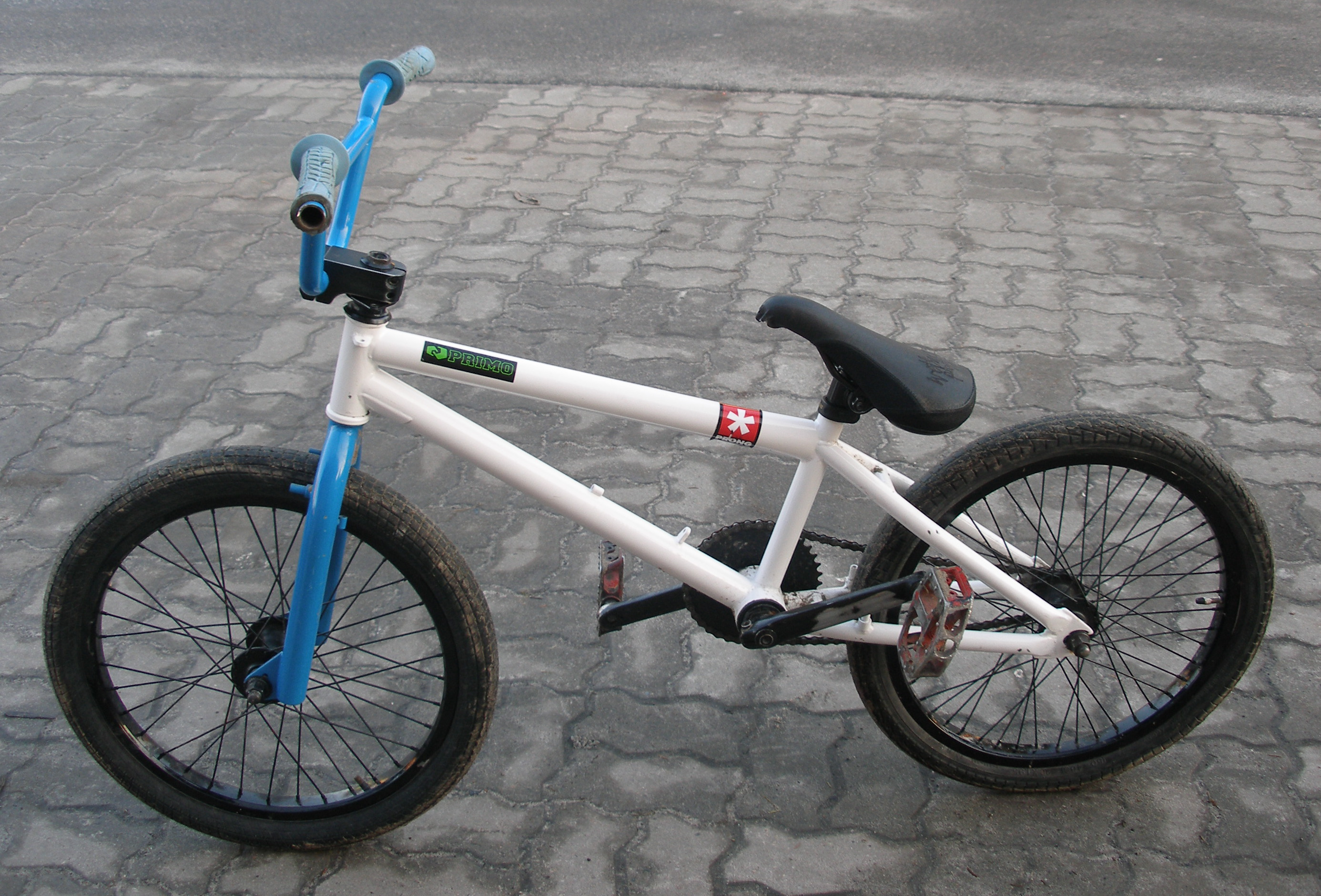
Rower BMX firmy Wethepeople

BMX (ang. bicycle motocross) – nazwa roweru, a także rodzaju kolarstwa, które zostało zapoczątkowane w USA w latach 60. i 70. XX wieku.
Sport ten uprawia się na torach ziemnych ze sztucznie przygotowanymi przeszkodami z użyciem rowerów na kołach 20-calowych (cruiser) posiadających wzmocnioną i bardzo uproszczoną (bez przerzutek) konstrukcję. Poza tym BMX-y mogą mieć dowolny typ konstrukcji, masę i geometrię.
Istnieją również mistrzostwa świata i puchar świata BMX (UCI BMX Supercross).

## Zawody BMX
Zawody BMX są rozgrywane inaczej niż motocyklowe zawody przełajowe (tzw. motocross), choć mają kilka wspólnych cech. W jednym biegu równocześnie (pth) startuje ośmiu zawodników z odpowiednio szerokiego pasa startowego, a następnie pokonują tor, który ma ok. 300–400 m długości. W trakcie widowiskowych zawodów często dochodzi do karamboli, jednak dzięki osłonom zawodników i stosunkowo niskim prędkościom, wynikającym z samej konstrukcji rowerów BMX, rzadko dochodzi do poważniejszych obrażeń zawodników.
Bardzo prestiżową imprezą jest Puchar Świata – UCI BMX Supercross, którego cechą charakterystyczną jest 8-metrowa rampa startowa oraz większe przeszkody. Udział w tych zawodach mogą brać zawodnicy, którzy ukończyli 16 lat.
BMX zadebiutował jako dyscyplina olimpijska w Pekinie w 2008 r. Pierwszym mistrzem został Łotysz Māris Štrombergs, a mistrzynią Francuzka Anne-Caroline Chausson.
Mniej znane w Polsce lecz cieszące się długą tradycją są zawody BMX freestyle, odbywające się przy okazji corocznego festiwalu sportów ekstremalnych X Games. Zawodnicy mogą spróbować swoich sił w jednej z 4 kategorii:
- Vert
- Park
- Dirt jumping
- Big Air.

W całej Polsce, głównie w większych miastach, w okresie letnim odbywają się zawody BMX. Do bardziej znanych imprez należą: Baltic Games, Wąchock Jam, czy też Mistrzostwa Polski BMX, odbywające się corocznie w Białymstoku.

## Dyscypliny BMX
Współcześnie nazwa BMX zmieniła trochę znaczenie i oprócz BMX w rozumieniu UCI, do sportu tego zalicza się również:
- street, czyli jazda w mieście, wskakiwanie na murki, poręcze itp.
- vert, czyli skakanie na pionowych rampach.
- flatland, czyli ewolucje wykonywane na płaskim terenie, podobnie jak niegdyś freestyle w skateboardingu.
- dirt, czyli najczęściej używane określenie skoków na specjalnie zaprojektowanych do tych celów torach.
- park, czyli wykonywanie ewolucji na specjalnie do tego zbudowanych obiektach zwanych skateparkami.[4]
- racing(inne języki), czyli odmienny rodzaj jazdy na bmx'ie, gdzie nie wykonuje się ewolucji, a ściga na specjalnych torach.[5]

We wszystkich tych odmianach freestyle’u odbywają się międzynarodowe zawody na całym świecie.